# 斯特雷特姆 (新罕布什爾州)
斯特雷特姆（英語：Stratham）是一個位於美國新罕布什爾州羅京安縣的鎮。

## 人口
根據2020年美國人口普查的數據，斯特雷特姆的面積為40.15平方千米，當中陸地面積為39.23平方千米，而水域面積為0.92平方千米。當地共有人口7669人，而人口密度為每平方千米191人。